# Сельское поселение Барвихинское
Се́льское поселе́ние Барви́хинское — упразднённое муниципальное образование (сельское поселение) в составе Одинцовского муниципального района Московской области. Образовано в 2005 году, упразднено в 2019 году.
Административный центр — деревня Барвиха.
Население — 7068 чел. (2019).

## Границы
Границы муниципального образования определяются законом Московской области «О статусе и границах Одинцовского муниципального района и вновь образованных в его составе муниципальных образований», в соответствии с которым сельское поселение Барвихинское граничит с:
- Сельским поселением Горское (на западе)
- Городским поселением Одинцово (на юге и востоке)
- Красногорским районом Московской области (на севере)

Поселение состоит из двух несвязанных частей — основной южной и маленькой северной, разделённых территорией Москвы (микрорайоны Рублёво и Рублёво-Архангельское района Кунцево).
Площадь территории сельского поселения — 4986 га.

## История
Поселение начало формироваться в середине 1920-х годов, первоначально называлось территорией Барвихинского сельского Совета в составе Красногорского района, с 1963 года — в состав Звенигородского района, с 1965 года — в составе Одинцовского района Московской области.
В ходе муниципальной реформы в 2005 году было образовано сельское поселение Барвихинское, в которое вошли все населённые пункты бывшего Барвихинского сельского округа.
1 июля 2012 года в рамках проекта расширения Москвы из поселения в состав района Кунцево ЗАО Москвы была передана территория площадью 233 га. Вместе с территорией из городского поселения Красногорск, переданные участки образуют площадку Рублёво-Архангельское.
5 февраля 2019 года упразднено вместе со всеми другими поселениями Одинцовского муниципального района в связи с их объединением с городским округом Звенигорода в муниципальное образование Одинцовский городской округ.

## Население
| 2006  | 2007  | 2008  | 2009  | 2010  | 2011  | 2012  | 2013  |
| ----- | ----- | ----- | ----- | ----- | ----- | ----- | ----- |
| 7605  | ↘7488 | ↗7562 | ↗7812 | ↗8091 | ↘8013 | →8013 | ↘7894 |
| 2014  | 2015  | 2016  | 2017  | 2018  | 2019  |       |       |
| ↘7813 | ↘7735 | ↘7588 | ↘7348 | ↘7213 | ↘7068 |       |       |

## Состав сельского поселения
В состав сельского поселения входят 12 населённых пунктов, до 2005 года входивших в состав Барвихинского сельского округа:
| Вид населённого пункта           | Наименование                | Население, чел. (2010) | ОКАТО          |
| -------------------------------- | --------------------------- | ---------------------- | -------------- |
| посёлок                          | Барвиха                     | 4093                   | 46 241 804 009 |
| деревня (административный центр) | Барвиха                     | 354                    | 46 241 804 001 |
| посёлок                          | Дачного хозяйства «Жуковка» | 268                    | 46 241 804 012 |
| посёлок                          | Дома отдыха Огарёво         | 233                    | 46 241 804 011 |
| деревня                          | Жуковка                     | 489                    | 46 241 804 003 |
| деревня                          | Калчуга                     | 61                     | 46 241 804 004 |
| деревня                          | Подушкино                   | 259                    | 46 241 804 006 |
| деревня                          | Раздоры                     | 89                     | 46 241 804 002 |
| деревня                          | Рождественно                | 411                    | 46 241 804 007 |
| село                             | Усово                       | 190                    | 46 241 804 005 |
| посёлок                          | Усово-Тупик                 | 1223                   | 46 241 804 010 |
| деревня                          | Шульгино                    | 421                    | 46 241 804 008 |

## Достопримечательности
Близ деревни Подушкино находится крупнейший в Подмосковье языческий некрополь вятичей.
Рядом с посёлком Барвиха находятся остатки Барвихинского городища вятичей, являющиеся памятником археологии.
В районе посёлка Дома отдыха Огарёво находится усадьба Ново-Огарёво. Усадебный дом и церковь закрыты для посещения, на территории посёлка находится бывший конюшенный корпус усадьбы, являющийся в настоящее время жилым домом.
В посёлке Барвиха находится замок Майндорф (закрыт для посещения), а в деревне Калчуга - усадебный комплекс Зубалово, построенный для бакинского нефтепромышленника Зубалова. В тридцатых годах XX века усадебный комплекс использовался как дача И. В. Сталина.